# Holiday (canção de Girls' Generation)
"Holiday" é uma canção gravada pelo grupo feminino sul-coreano Girls' Generation para seu sexto álbum de estúdio Holiday Night (2017). A canção foi lançada digitalmente em 4 de agosto de 2017, através da SM Entertainment, como um single duplo ao lado de "All Night".

## Composição
O tema é uma canção do gênero bubblegum pop, que apresenta elementos funk e sintetizadores em sua composição. Possui letras da integrante do Girls' Generation Seohyun juntamente com JQ e Kim Hye-jung e sua composição ficou a cargo de Lawrence Lee, Marta Grauers e Louise Frick Sveen. Liricamente, "Holiday" é uma dedicação à longevidade do Girls' Generation e ao vínculo com seus fãs, possuindo letras como: "Estou me sentindo bem, estava esperando por esse dia/ Nos encontramos de novo como na primeira vez que nos conhecemos [...] Hoje é nosso feriado/ Chegou um dia maravilhoso que esperávamos há muito tempo".

## Recepção
"Holiday" recebeu avaliações positivas, escrevendo para a Billboard, Tamar Herman, classificou-a como "atemporalmente animada" e elogiou o "refrão estilo pegajoso" da faixa, um estilo característico do Girls' Generation. Além disso, elogiou as "diversas cores vocais" do grupo expressas através de "notas altas e ad-libs", que permitiram a cada uma das integrantes brilhar. Escrevendo para Idolator, Jacques Peterson recomendou a canção juntamente com "All Night", mesmo para quem não ouve K-pop, porque considerou ambas "absolutamente obrigatórias para qualquer lista de reprodução pop" daquele verão.

## Desempenho nas paradas musicais
"Holiday" estreou nas tabelas musicais sul-coreanas na semana referente a 30 de julho a 5 de agosto de 2017, posicionando-se em número dezenove pela Gaon Digital Chart e em seu pico de número nove pela Gaon Download Chart, obtendo vendas de 70,125 downloads digitais pagos. Na semana seguinte, obteve pico de número doze pela Gaon Digital Chart. Pela Billboard K-pop Hot 100, a canção estreou em seu pico de número dezesseis, na semana de 28 de agosto a 3 de setembro de 2017.
Em outros territórios, "Holiday" também realizou entradas, no Japão, estreou em seu pico de número 32 pela Billboard Japan Hot 100 na semana de 16 de agosto de 2017. Nos Estados Unidos, a canção estreou em seu pico de número seis pela Billboard World Digital Song Sales, referente a semana de 26 de agosto de 2017.

### Posições semanais
| Parada musical (2017)                          | Melhor posição |
| ---------------------------------------------- | -------------- |
| Coreia do Sul (Gaon Digital Chart)             | 12             |
| Coreia do Sul (Billboard K-pop Hot 100)        | 16             |
| Estados Unidos (Billboard World Digital Songs) | 6              |
| Filipinas (Billboard Philippine Hot 100)       | 38             |
| Japão (Billboard Japan Hot 100)                | 32             |

## Créditos e pessoal
A elaboração de "Holiday" atribui os seguintes créditos adaptados do encarte de Holiday Night:
Produção
- SM Blue Ocean Studio – gravação
- MonoTree Studio – gravação, edição digital
- SM Yellow Tail Studio – gravação, mixagem
- SM Big Shot Studio – edição digital
- Sterling Sound – masterização
- SM Entertainment – produção executiva

Pessoal
- Lee Soo-man – produção
- Kim Young-min – supervisão executiva
- Yoo Young-jin – supervisão de música e som
- Girls' Generation – vocais, vocais de apoio
  - Seohyun – letras
- JQ – letras
- Kim Hee-jung – letras
- Louise Frick Sveen – composição, vocais de apoio
- Lawrence Lee – composição, arranjo
- Marta Grauers – composição
- G-High – direção vocal, gravação, edição digital, Pro Tools
- Kim Cheol-sun – gravação
- Lee Min-gyu – edição digital
- Gu Jong-pil – gravação, mixagem
- Randy Merrill – masterização